# 城山区
城山区是大韩民国庆尚南道昌原市中东部的一个地区。 2010年7月1日，新昌原市与附近的马山市、镇海市合并成立。地区厅使用合并前的星州洞行政福利中心。这里也是昌原市政府的所在地。